# ألكسندر كاب (مدرس)
ألكسندر كاب (بالألمانية: Alexander Kapp)‏ هو مدرس ألماني، ولد في 28 نوفمبر 1799 في لودفيغسشتادت في ألمانيا، وتوفي في 9 أكتوبر 1869 في زيورخ في سويسرا.